# 新南糖廠
新南糖廠位於臺灣臺南市南化區中坑里，創立於1952年，是一間生產、販售黑糖與冰糖的民營糖廠。名稱來自「新竹」與「南化」的首字，其前身為「南化糖廠」。早期以收割甘蔗來製糖，一直至1993年開始改成以二級砂糖還原成黑糖的方式來生產，而新南糖廠也是南化區內唯一擁有工廠登記的糖廠 （页面存档备份，存于），為地方居民提供了許多就業機會。

## 沿革
南化區在新南糖廠設立之前早已有種植甘蔗，早期是送到高雄橋頭糖廠製糖，後改以輕便鐵道運到善化糖廠，而接近玉井區的北寮地區則是將甘蔗運到玉井糖廠，此外南化區玉山里、南化里等地尚有糖廍分布。
新南糖廠的前身為南化糖廠，是南化仕紳洪諓從南化鄉長一職卸任後集資成立的糖廠。最初糖廠是要在南化鄉中坑村的松仔腳興建，但當時的鄉長詹能安不答應，遂又打算設在小崙村的小崙尾，但機器運到後發現當地水源不足，計畫停擺一年後又打算改設於西埔村崎仔腳（崎下），後又經過許多折騰而回到原先預定的松仔腳設廠。南化糖廠於1949年完工後，因為經營不善才開工一年便宣告倒閉，遭到法院拍賣，於1952年由新竹商界名人楊良得標。
楊良標下南化糖廠之後，取「新竹」與「南化」的首字，於同年7月1日成立「新南糖廠股份有限公司」，最初資本額為50萬，後迄今已增至1570萬。早期新南糖廠製糖用的甘蔗是跟台糖公司原料區以外的農民契作而來，但由於南化周遭有善化、玉井、旗山三座糖廠，故新南糖廠能取得原料的範圍不大，主要是從今天南化里、中坑里、西埔里、北平里的範圍取得甘蔗。過去由於有糖廠收購的關係，所以農民種植甘蔗的意願頗高，原料區內的種蔗面積在極盛期有3、400公頃，這些原料在牛車隊搬到糖廠後可供應每年為期約四個月的製糖期使用。但隨著社會變遷，農民種蔗意願逐漸低落，新南糖廠也在1993年改以將二級砂糖還原成黑糖（赤糖、紅糖）的方式製糖。而這些二級砂糖原先是跟台糖購買，在臺灣加入WTO後開始跟泰國等東南亞國家進口。而隨著社會的變遷，為因應市場需求，新南糖廠在1994年擴充設備，開始以特級砂糖為原料來生產冰糖。

## 其他
新南糖廠仍直接以甘蔗為原料的時期，廠房內會利用蔗渣當燃料來發電，製糖期所用的電力有八到九成來自廠房自產，又發電中產生的蒸汽可做為製糖用的加熱汽，蒸氣凝結後又可轉回鍋爐使用。

## 連結
- 新南糖廠的Facebook專頁
- 新南糖廠Instagram
- 新南糖廠官方網站 （页面存档备份，存于）
- 【府城三步曲系列】線上購物